# Прнар
Прнар или оштрикар (лат. Quercus coccifera), врста је ниског зимзеленог дрвета из рода храстова. Пореклом са Медитерана.

## Распрострањеност
Прнар самоникло расте у јужној Европи, Малој Азији, северозападној Африци, Сирији и Палестини. Његов ареал се у Европи простире дуж целог Средоземља, највише на Пиринејском полуострву, а затим на југу Балканског полуострва. На Апенинском полуострву има га у Апулији, а мали ареал простире се и у атлантском приморју. Извесна континенталност огледа се у продирању у Шпанију и Македонију. У Хрватској и Црној Гори јавља се дуж обале Јадранског мора.
У Македонији се простире до 670 метара надморске висине, у Бугарској на јужним Родопима до 800 метара, а у Грчкој до 1.100 метара.

## Изглед
Прнар или оштрикар је ниско, зимзелено дрво. Ретко достиже висину од 10 м, са прсним пречником дебла 10−50 цм. Кора дебла је густо и плитко испуцала. Крошња је густа. Младе гранчице су покривене звездастим длачицама, а пипољци ситни, скоро голи. Коренов систем одликује се јако развијеним централним кореном са бројним бочним жилама.
Листови су ситни, дуги 2−5, а некада и само 1 цм, дугуљасто јајасти. Кожасти су, крути, са јаком кутикулом и голи, осим по нервима где су видљиве ситне длачице. С лица су сјајни, зелени, са наличја бледо зелени. По ободу валовити, трновито назубљени и повијени надоле. Петељка је дуга 3−4 мм. Листови остају на гранама 3−4 године.
Цветови су једнодоми и једнополни, скупљени у цвасти. Мушки цветови су у висећим ресама, а женски седећи, на кратким дршкама. Цвета од марта до маја.
Плод је здепасти жир, дуг до 3 цм и широк до 1,5 цм, са купулом која је готово седећа (без петељке). Купула је прекривена љуспама (стипулама) које су тврде, ушиљене, одстојеће од основе. Жир је трећином или већим делом у купули. Сазрева августа−септембра друге године.
- Кора дебла
- Лист
- Мушке цвасти
- Зрео плод

## Станиште
Прнар је топлољубива врста, која најбоље расте на осунчаним положајима. Подноси и полусенку. Одговарају му сиромашна, најчешће кречњачка земљишта, али се јавља и на силикатним. Са другим медитеранским вртстама изграђује макије и гариге Гради састојине са црним јасеном (Orno−Cocciferetu H−ić на јадранској обали) и са грабићем (Coccifero−Carpinetum orientalis (Obrad.) Horv. у јужној Македонији).
Има јаку и трајну изданачку снагу из пања и корена, па се чешће налази у узгојном облику шума пањача и деградацијским стадијумима (макија, гарига), док су појединачна стабла, добијена из семена, врло ретка и могу се наћи углавном на декоративним зеленим површинама.

## Употреба
У време немаштине и глади и жир плутњака се, као и жиреви многих других врста храстова, користио као храна. Употребљавал се куван у варивима или се сушио и млео у прах. Овако самлевен додавао се житарицама и од добијеног брашна правио се хлеб. Како жиреви плутњака садрже танин, који је изузетно опорог укуса, потапали су се у текућу воду, како би се танин испрао. На жалост, овим испирањем губила се и значајна количина других корисних састојака. Традиционални начин припреме жира био је и да се закопа у мочварну земљу током зиме. Проклијали жиреви, који се ископавају у пролеће, изгубе највећи део опорости. Пржени жир може се користити и као замена за кафу.
Малч од лишћа одбија пужеве, ларве и сл. Свежи листови не би требало да се користе јер танин у њима делује на друге биљке као инхибитор раста.
У оквиру природног ареала прнар се може користити за формирање високих живих ограда.

## Занимљивости
- На храстовима се често јављају гале, израслине које су изазване активношћу ларви разних инсеката. Инсекти живе унутар ових гала и из њих црпе хранљиве материје. У галама прнара живе штитасте ваши из рода Kermes (Kermes vermilio). Из тела мртвих женки ових инсеката добија се гримизна боја.[2] Име врсте coccifera потиче од латинских речи coccum (скерлетно црвено).[7] Из коре и семена, богатих танинима, такође се добија црна боја.[6]
- Храст прнар заштићена је врста на свим природним стаништима у Републици Хрватској од 9. 5. 1969. године.[4]